# مشعل الشمری
مشعل الشمری (انگلیسی: Meshaal Al-Shammeri؛ زادهٔ ۱۹ ژانویهٔ ۱۹۹۵) یک بازیکن فوتبال اهل قطر است.